# کایرا کونی-کراس
کایرا کونی-کراس (انگلیسی: Kyra Cooney-Cross؛ زادهٔ ۱۵ فوریهٔ ۲۰۰۲) بازیکن فوتبال اهل استرالیا است.
از باشگاه‌هایی که او در آن بازی کرده‌است می‌توان به باشگاه فوتبال ملبورن ویکتوری اشاره کرد.
وی همچنین در تیم‌های ملی فوتبال Australia women's national under-17 soccer team, Australia women's national under-20 soccer team، و زنان استرالیا بازی کرده‌است.